# Erik Lindström (skådespelare)
 Erik "Kirre" Frithiof Lindström, född 9 november 1906 i Helsingfors, död 27 september 1974 i Helsingfors, var en finländsk skådespelare.

## Biografi
Lindström var son till affärsmannen Frithiof Lindström och Alexandra Åkerman. Han studerade vid svenska samskolan i Grankulla och hade redan då ett, hos föräldrarna ovälkommet, växande teaterintresse. Under hösten 1924 sökte han till Svenska Teaterns elevskola. Vid tiden tog han även sånglektioner. Under studietiden blev Lindström förälskad i skådespelaren Kerstin Nylander, med vilken han gifte sig  i december 1927. Under andra världskriget blev Lindström av hälsoskäl inte inkallad till militärtjänstgöring, varför han kunde fortsätta teaterkarriären. Under våren 1940, då teatern på grund av vinterkriget var stängd, turnerade Lindström i Sverige tillsammans med en teaterensemble.
Sitt nordiska genombrott fick Lindström i och med en uppsättning av Hamlet på Kronborgs slott i Danmark 1947 och för sin rolltolkning erhöll Lindström festspelens Hamletmedalj i guld. Under sin femtio år långa karriär innehade Lindström över 200 stora roller och beundrades för sin skicklighet på scen. Sin sista roll innehade Lindström i Allan Edwalls Välkommen, som hade premiär i november 1972.

## Priser och utmärkelser
- Pro Finlandia-medaljen av Finlands Lejons orden,  1947[2]
- Riddartecknet av I klass av Finlands Vita Ros’ orden[3]
- Riddare av 1. klass av Vasaorden[3]

[Redigera Wikidata]

## Teater

### Roller (ej komplett)
| År   | Roll                     | Produktion                                                                     | Regi             | Teater                       |
| ---- | ------------------------ | ------------------------------------------------------------------------------ | ---------------- | ---------------------------- |
| 1927 | Miguel                   | Markisinnan (The Marquise) Noël Coward                                         | Gustaf Nessler   | Svenska Teatern, Helsingfors |
| 1927 | John Fitz-Gerald         | Nu kommer madame (Enter Madame) Gilda Varesi och Dolly Byrne                   | Tollie Zellman   | Svenska Teatern, Helsingfors |
| 1929 | Filch                    | Tiggaroperan (Die Dreigroschenoper) Bertolt Brecht och Kurt Weill              | Nicken Rönngren  | Svenska Teatern, Helsingfors |
| 1938 | François Joseph Lefebvre | Madame Sans-Gêne Victorien Sardou och Émile Moreau                             | Mia Backman      | Svenska Teatern, Helsingfors |
| 1957 | Mr Martin Major Pollock  | Vid skilda bord (Separate Tables) Terence Rattigan                             | Kerstin Nylander | Svenska Teatern, Helsingfors |
| 1957 |                          | Morgondagens män (Key Largo) Maxwell Anderson                                  | Gerda Wrede      | Svenska Teatern, Helsingfors |
| 1961 | Rikard III               | Richard III (The Life and Death of King Richard the Third) William Shakespeare | Eddie Stenberg   | Svenska Teatern, Helsingfors |